# Notícias
Notícias, auch Jornal Notícias, ist eine mosambikanische, portugiesischsprachige Tageszeitung. Die Redaktion hat ihren Sitz in der Hauptstadt Maputo. Die Zeitung ist eine der am meisten verbreiteten in Mosambik und gilt als regierungsnah.

## Geschichte

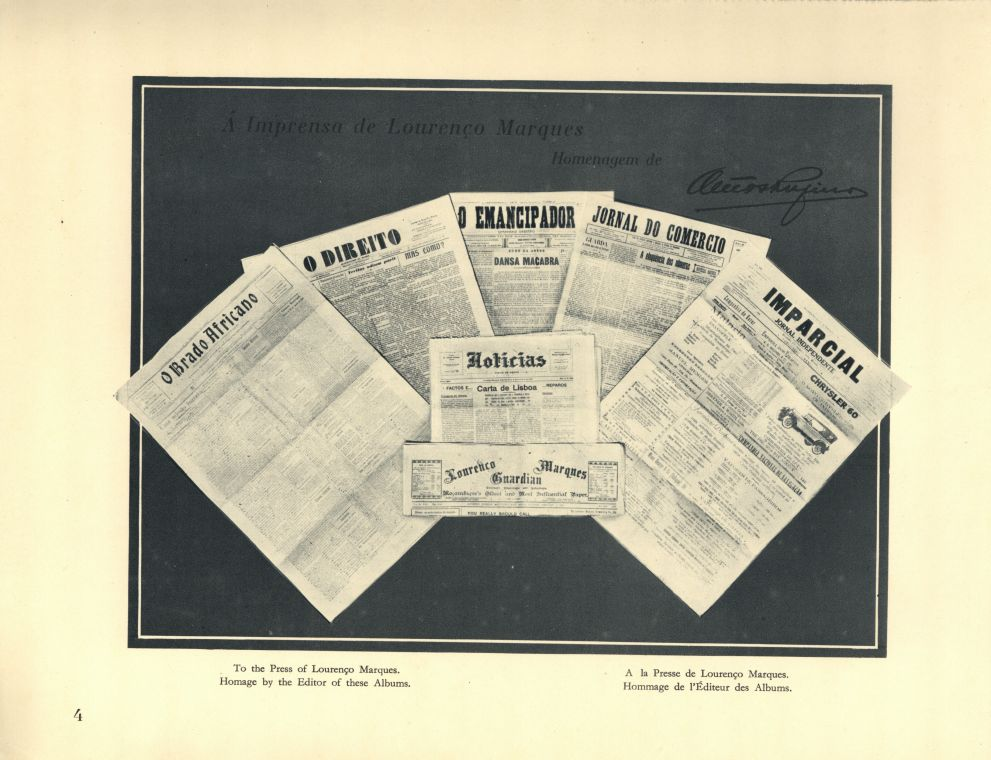
Verschiedene Zeitungen der Kolonie Portugiesisch-Ostafrika in den 1920er Jahren: In der Mitte eine Ausgabe der Notícias

Die Zeitung wurde 1906 mit dem Titel Notícias de Moçambique gegründet und durch die 1956 gegründete Verlagsgesellschaft Sociedade Notícias, S.A. weitergeführt. Bei Gründung dieser gehörten die größten Anteil der Portugiesischen Zentralbank und der Banco Nacional Ultramarino. Diese Anteil sind heute auf die mosambikanische Zentralbank übergangen, sodass die Zeitung bis heute in Staatseigentum ist und sich damit zu einem Sprachrohr der seit 1975 regierenden FRELIMO-Partei entwickelt hat. Lange hatte diese gemeinsam mit dem Hörfunksender Rádio Moçambique und Televisão de Moçambique ein Quasi-Monopol in dem Land.
Im Juli 2013 ließ die Regierung den langjährigen Chefredakteur, Rogério Sitoe, absetzen, da dieser an einer Pressekonferenz des RENAMO-Vorsitzenden Afonso Dhlakama in Sadjundjira teilgenommen haben soll. Außerdem soll er bei der Verhaftung von Jorge Arroz, Leiter des mosambikanischen Presseverbandes, dabei gewesen sein und Arroz unterstützt haben. Sitoes Nachfolger wurde Jaima Langa.

## Profil
Seit der Demokratisierung Mosambiks und der Diversifizierung der Medienlandschaft, gibt es zahlreiche alternative Tageszeitungen. Insbesondere die 2008 erneuerte, von Soico Media Group gehaltene Tageszeitung O País gilt als Hauptkonkurrent der Noticias in Maputo. Dennoch wird die Notícias insbesondere von staatlichen Institutionen bevorzugt, insbesondere bei der Anzeigenschaltung. Die Notícias wiederum gilt, vor allem in der Wahlberichterstattung, als besonders regierungsnah.
Es gibt wenige unabhängige Auflagenmessungen in Mosambik.  Laut einer Studie von Celestino Vaz hat die Notícias eine tägliche Auflage von 16.000 Stück, davon 14.120 an Abonnentinnen und Abonnenten und 1880 im freien Verkauf in Maputo und im Rest des Landes. Teilweise sind staatliche Institutionen angehalten die Zeitung zu kaufen.